# 托波納斯 (科羅拉多州)
托波納斯（英語：Toponas）是位於美國科羅拉多州魯特縣的一個非建制地區。該地的面積和人口皆未知。

## 地理
托波納斯的座標為40°03′28″N 106°48′05″W / 40.05778°N 106.80139°W，而該地的平均海拔高度為2525米（即8284英尺）。